# Darłówko

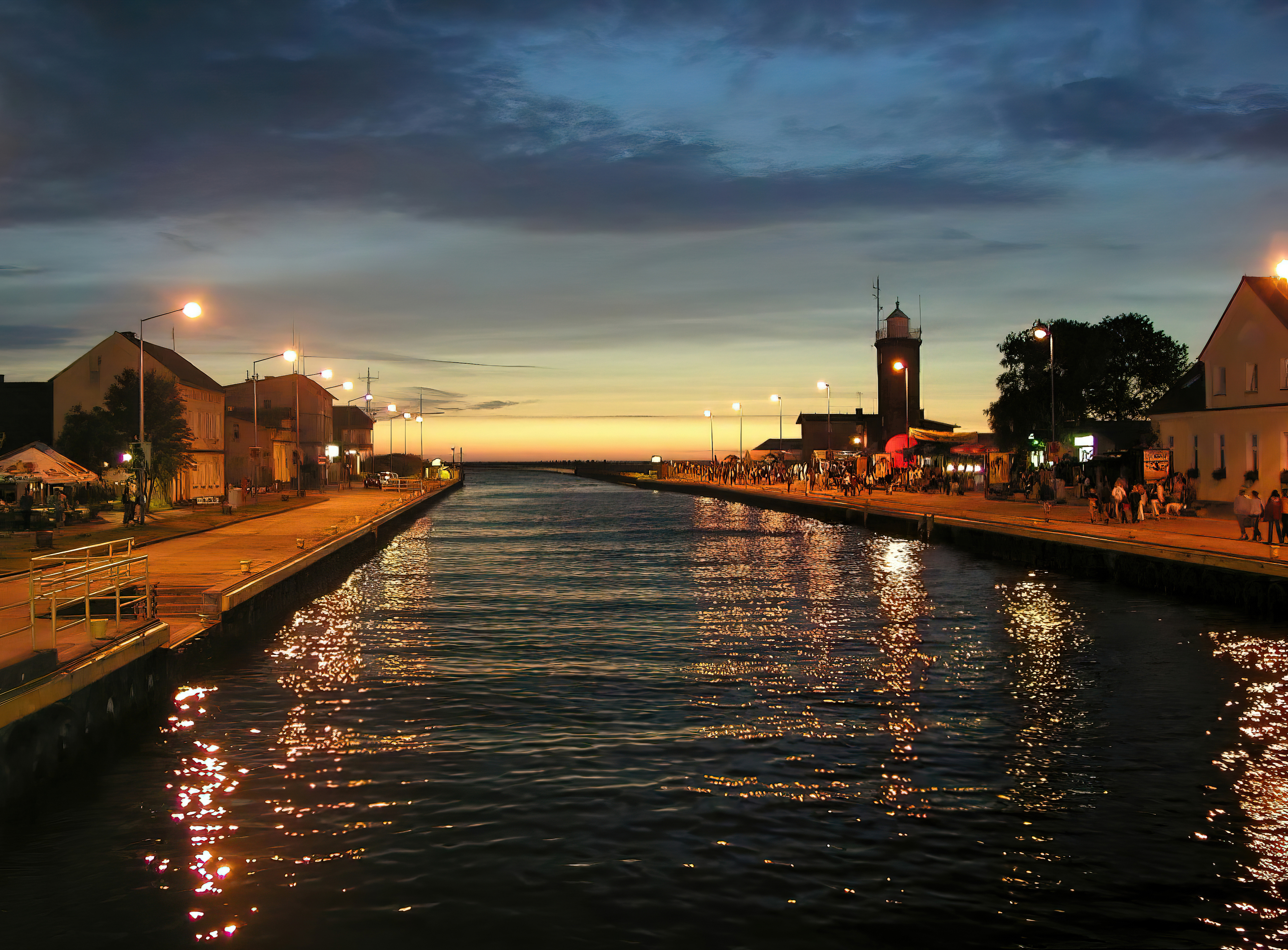
Darłówko, dàn hàng ngang Wieprza, vào ban đêm.

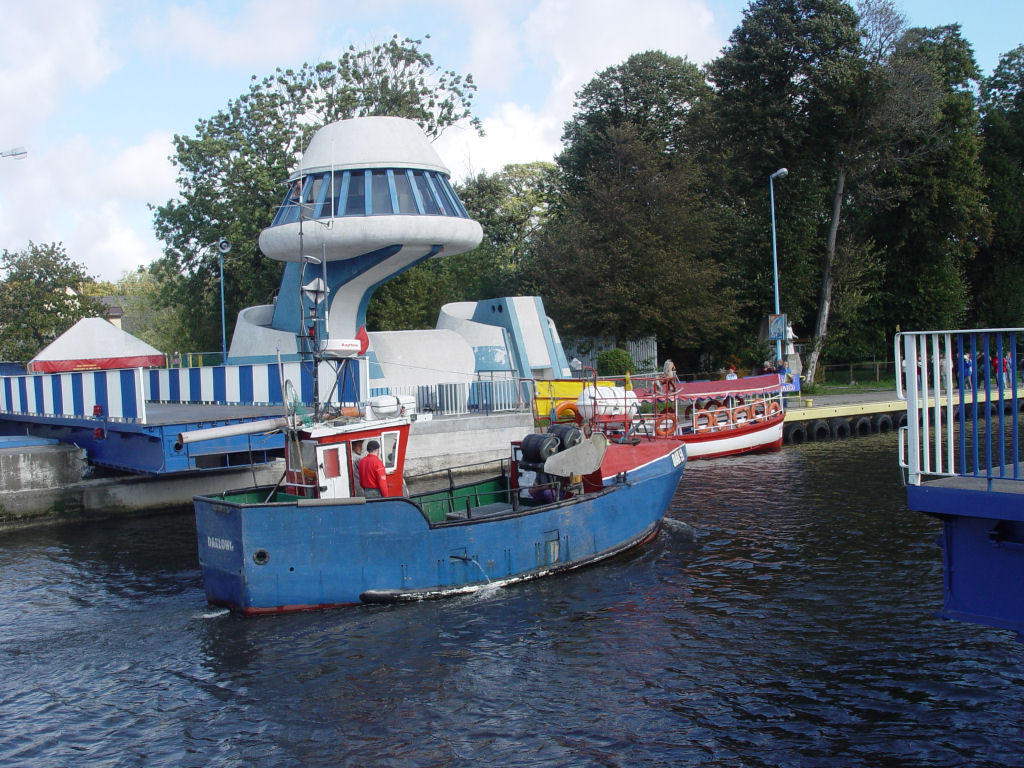
Cầu có thể thu vào

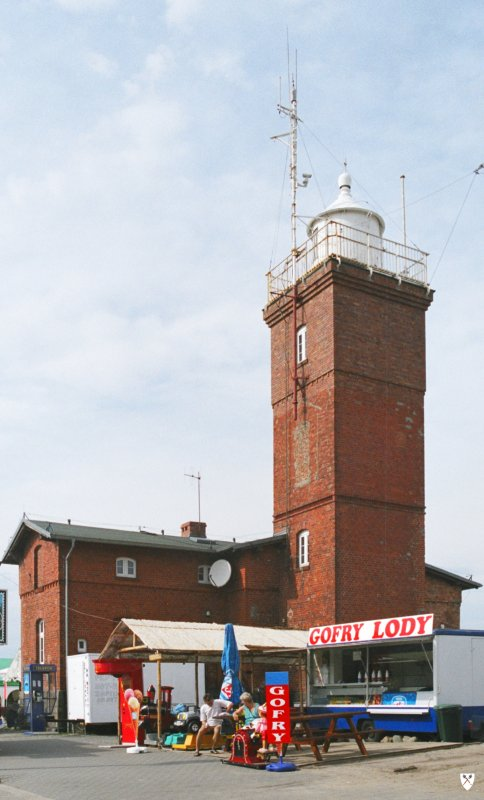
Ngọn hải đăng

Darłówko (tiếng Đức: Rügenwaldermünde) là một khu phố bên bờ biển và một khu nghỉ mát mùa hè nổi tiếng ở thị trấn Darłowo trên bờ biển phía nam của biển Baltic ở phía bắc Ba Lan. Đây là nơi tập trung hàng năm các phương tiện quân sự cũ, loại lớn nhất ở châu Âu, được tổ chức ở cuối đường Słowiańska. Darłówko có hai bãi biển, đông và tây, kéo dài từ hai bên cửa sông Wieprza.

## Ngọn hải đăng
Nằm ở đây là ngọn hải đăng ngắn nhất trên bờ biển Ba Lan, ở độ cao 21m. Nó được quản lý bởi văn phòng hàng hải ở Słupsk.

## Thuyền đến Bornholm
Cho đến ngày 29 tháng 8 hàng năm, có một kết nối bằng tàu với Nexø trên đảo Bornholm của Đan Mạch. Catamaran "Jantar" chở 288 hành khách và phục vụ chủ yếu cho trẻ em từ các trại hè gần đó và từ cảng Ustka, nơi không có mối liên hệ tương tự với Bornholm.

## Công viên nước Jan
"Park Wodny Jan" là một công viên nước nằm ở cuối đường Słowiańska.